# Alfred Wegener
Alfred Lothar Wegener (Berlim, 1 de novembro de 1880 – Groenlândia, cerca 5 de novembro de 1930) foi um geólogo, geofísico e meteorologista alemão.
Durante sua vida, tornou-se conhecido principalmente por suas realizações em meteorologia e como um pioneiro da pesquisa polar, mas hoje ele é mais lembrado como o criador da hipótese da deriva continental, sugerindo em 1912 que os continentes estão vagarosamente à deriva em torno da Terra. Sua hipótese foi controversa e amplamente rejeitada pela geologia dominante até a década de 1950, quando numerosas descobertas, como o paleomagnetismo, forneceram forte suporte para a deriva continental e, portanto, uma base substancial para o modelo atual de placas tectônicas.
Wegener esteve envolvido em várias expedições à Groenlândia para estudar a circulação do ar polar antes que a existência da corrente de jato fosse aceita. Os participantes da expedição fizeram muitas observações meteorológicas e foram os primeiros a passar o inverno no manto de gelo do interior da Groenlândia e os primeiros a perfurar núcleos de gelo em uma geleira ártica em movimento.

## Biografia
Wegener nasceu em 1880, em Berlim. Era o mais novo entre os cinco filhos de Richard Wegener, pastor, teólogo e professor de línguas clássicas no Evangelisches Gymnasium zum Grauen Kloster. Em 1886, sua família comprou uma antiga mansão perto de Rheinsberg, que usava como casa de férias. Hoje há um local do Memorial Alfred Wegener e um escritório de informações turísticas em um prédio próximo que já foi a escola local.
O interesse de Wegener pela natureza provavelmente começou em suas férias no campo com a família. Wegener frequentou o antigo Köllnische Gymnasium em Wallstrasse, onde se formou como o primeiro da classe. Ele então estudou física, meteorologia e astronomia em Berlim, Heidelberg e Innsbruck de 1899 a 1904. De 1902 a 1903, enquanto estudava, Wegener foi assistente do observatório público Urania em Berlim, onde realizou observações astronômicas com o refrator Bamberg.
Ele escreveu sua tese de doutorado na Universidade de Berlim em 1905 em astronomia (sob a supervisão de Julius Bauschinger), mas depois retornou para meteorologia e física. Ele acreditava que não havia muito o que pesquisar em astronomia, e o incomodava o fato de um astrônomo estar fortemente ligado ao seu local de observação.
Em 1905, Wegener tornou-se assistente do Lindenberg Aeronautical Observatory, perto de Beeskow. Trabalhou lá com seu irmão dois anos mais velho, Kurt, que também era cientista e com quem compartilhava o interesse por meteorologia e pesquisa polar. Durante uma viagem de balão, que foi usada para observações meteorológicas e para testar a localização astronômica com o quadrante da libélula, os irmãos Wegener estabeleceram um novo recorde para balonistas de 52,5 horas de 5 a 7 de abril de 1906.

## Primeira viagem à Groenlândia
No mesmo ano, Wegener participou de sua primeira de quatro expedições à Groenlândia. O próprio Wegener considerou essa decisão um dos pontos de virada mais importantes de sua vida. A missão da expedição, liderada pelo dinamarquês Ludvig Mylius-Erichsen, era explorar o último pedaço desconhecido da costa nordeste da Groenlândia. Wegener construiu a primeira estação meteorológica da Groenlândia em Danmarkshavn, onde usou pipas e balões para medições meteorológicas no Ártico e participou de viagens de trenó que o levaram ao paralelo 81° norte. Wegener também teve o primeiro contato com a morte no gelo: durante uma viagem de reconhecimento à costa nordeste da Groenlândia com um trenó puxado por cães, o líder da expedição morreu junto com dois companheiros.

## Anos de Marburgo
Após seu retorno da Groenlândia em 1908, Wegener tornou-se professor de meteorologia, astronomia prática e física cósmica em Marburgo até a eclosão da Primeira Guerra Mundial. Em 1909, esteve ativamente envolvido na fundação do Associação Kurhessiana para a Aviação, onde realizou medições meteorológicas, por exemplo, por reflexão, como piloto de balão. Entre 1909–10, trabalhou em seu livro Thermodynamics of the Atmosphere, no qual também usou vários resultados da expedição à Groenlândia. Os alunos e funcionários de Wegener em Marburgo apreciaram particularmente seu talento para transmitir questões complicadas e resultados de pesquisas atuais de maneira clara e compreensível, sem sacrificar a precisão. Esses anos estão entre os períodos criativos mais importantes de Wegener. Em 6 de janeiro de 1912, ele apresentou ao público seus primeiros pensamentos sobre a deriva continental. Em 1911, ele ficou noivo de Else Köppen (1892–1992), que se tornou sua esposa dois anos depois.

## Segunda viagem à Groenlândia
Antes do casamento, Wegener participou de uma segunda expedição à Groenlândia. Depois de uma escala na Islândia, onde pôneis foram comprados e testados para o transporte de cargas para levar a expedição novamente a Danmarkshavn. Antes mesmo de começar a escalar o manto de gelo, a expedição quase foi dizimada pelo desprendimento de geleira. O líder da expedição dinamarquesa, Johan Peter Koch, quebrou a perna ao cair em uma fenda e teve que ficar de cama por meses. Fora isso, a primeira tentativa de invernar na camada de gelo foi tranquila. Os membros da expedição realizaram a primeira perfuração no geloem uma geleira em movimento no Ártico e fez muitas observações meteorológicas.
No verão de 1913, seguiu-se a travessia da camada de gelo, na qual os quatro membros da expedição percorreram uma distância duas vezes maior do que Fridtjof Nansen fez ao cruzar o sul da Groenlândia em 1888. A apenas alguns quilômetros do assentamento groenlandês ocidental de Kangersuatsiaq, o pequeno grupo ficou sem comida nas intransponíveis avalanches glaciais e até carne de cachorro foi consumida. No último momento, porém, eles foram resgatado por um pastor de Upernavik, que visitava uma igreja remota.
Após seu retorno, Wegener se casou com Else Köppen. Ela era filha do professor e mentor anterior de Wegener, o meteorologista Wladimir Köppen. O jovem casal mudou-se para Marburg, onde Wegener retomou suas aulas particulares. O casamento gerou três filhas: Hilde (1914–1936) e Sophie Käte (1918-2012) nasceram em Marburg, e Hanna Charlotte (1920–1989) em Hamburgo.

## Primeira Guerra Mundial
Como oficial de infantaria da reserva, Wegener foi convocado quando a guerra começou em 1914. Seu serviço militar na frente ocidental na Bélgica e na França foi associado a combates ferozes, mas durou apenas alguns meses, pois ele foi declarado inapto para o serviço após ser ferido duas vezes, sendo então designado para o Serviço Meteorológico do Exército. Esta atividade exigia viagens constantes entre as várias estações meteorológicas na Alemanha, nos Balcãs, na frente ocidental e nos Estados Bálticos.
Em 1915, ele elaborou a primeira versão de sua principal obra, A Origem dos Continentes e Oceanos. Como observou seu irmão Kurt, Wegener estava preocupado em "restabelecer a conexão entre geofísica, por um lado, e geografia e geologia, por outro, que havia sido completamente rompida pelo desenvolvimento especializado desses ramos da ciência".
No entanto, o interesse geral pelo volume foi baixo, também por causa da turbulência dos conflitos. No final da guerra, Wegener havia publicado quase 20 outros trabalhos meteorológicos e geofísicos nos quais se aventurava repetidamente em novos territórios científicos. Em 1917, examinou cientificamente o meteorito Treysa.

## Pós-guerra
Após a guerra, Wegener mudou-se para Hamburgo com sua esposa e duas filhas, onde trabalhou como meteorologista para o Observatório Naval alemão. Em 1921 foi nomeado professor associado na recém-fundada Universidade de Hamburgo. De 1919 a 1923, Wegener trabalhou em seu livro Die Klimate der geologische Vorzeit, no qual tentou sistematizar o novo ramo da ciência da paleoclimatologia no âmbito de sua teoria da deriva continental, publicado junto com seu sogro.
Em 1920, a segunda, e em 1922, a terceira edição completamente revisada de Origem dos Continentes e Oceanos foi publicada. Durante esse tempo, começou a aumentar a discussão sobre sua teoria do deslocamento, inicialmente apenas em países de língua alemã, depois internacionalmente. As críticas no mundo profissional foram principalmente contundentes. Porém, é notável que já em sua monografia 'O que a radioatividade nos ensina sobre a história da Terra?, publicado pela Springer Verlag em 1926, confirmou totalmente a teoria de Wegener.
Wegener tinha esperanças de ser nomeado professor de meteorologia na Universidade de Berlim. Isso estaria ligado à gestão do Instituto Meteorológico da Prússia — e, portanto, a uma riqueza de tarefas administrativas que o afastariam da pesquisa e que ele temia: "Ele queria ser professor, mas não um professor com uma instituto." Em 1924, Wegener alcançou este objetivo: ele recebeu a cadeira de Meteorologia e Geofísica em Graz . Aqui dedicou-se principalmente à física e óptica da atmosfera e ao estudo das trombetas (furacões). A avaliação científica de sua segunda expedição à Groenlândia (medidas de gelo, ótica atmosférica etc.) foi adiada até o final da década de 1920. Como parte da cátedra em Graz, ele também assumiu a cidadania austríaca.
Em novembro de 1926, um importante simpósio da Associação Americana de Geólogos de Petróleo sobre a teoria da deriva continental foi realizado em Nova York. Com exceção do presidente, quase todos os envolvidos rejeitaram a teoria do deslocamento de Wegener. Três anos depois, A Origem dos Continentes e Oceanos apareceu na quarta, ampliada e última edição.

## A teoria da deriva continental

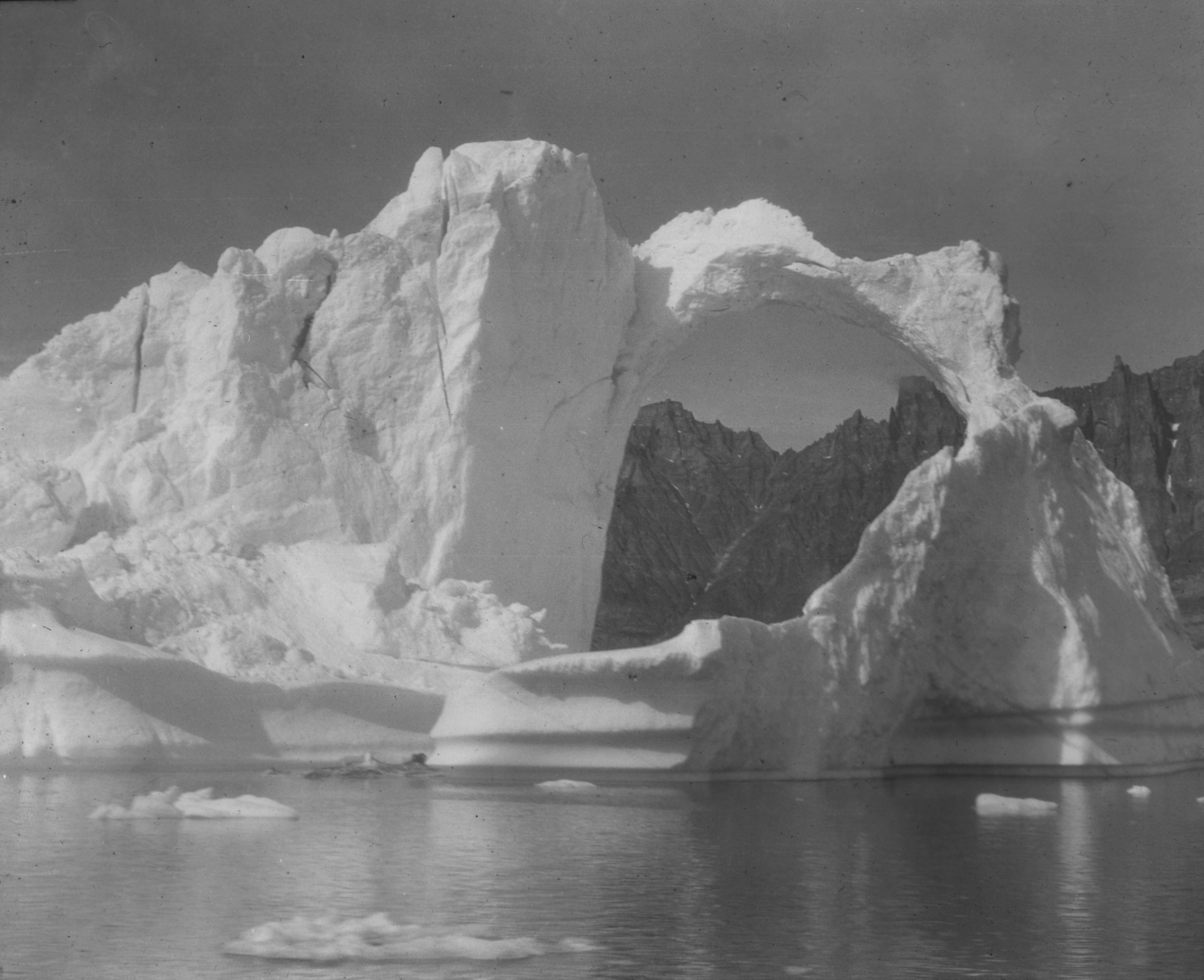
Foto da expedição de Wegener em 1930 (Arquivo: Instituto Alfred Wegener).

No outono de 1915, em Berlim, Wegener pesquisava na biblioteca da universidade, quando se deparou com um artigo que registrava fósseis de animais e plantas idênticos encontrados em lados opostos do Atlântico. Intrigado com esta observação, Wegener iniciou a pesquisa de outros casos semelhantes, de organismos separados por oceanos. A comunidade científica ortodoxa da época tentou explicar esses casos afirmando que pontes terrestres, hoje submersas, em outros tempos ligaram os continentes. 
Wegener notou também, que as costas da África e da América do Sul se encaixavam. Poderiam então, as semelhanças entre organismos, dever-se não à existência de pontes terrestres, mas ao fato de os continentes em tempos remotos terem estado ligados? Uma teoria como essa, para ser aceita, necessitaria de uma grande quantidade de provas para apoiá-la. Wegener descobriu então, que grandes estruturas geológicas em diferentes continentes pareciam ter algum tipo de ligação. Por exemplo, os Apalaches na América do Norte aparentemente estiveram conectados às terras altas escocesas, e os estratos rochosos existentes na África do Sul eram idênticos àqueles encontrados em Santa Catarina no Brasil (Argumento Morfológico). 
Ao encontrar vestígios de glaciares em continentes com clima tropical, Wegener admitiu que no passado esses continentes ocupariam outra posição possivelmente mais próxima da Antárctida (Argumento Paleoclimático). O meteorologista constatou também que, muitas vezes, fósseis encontrados em certos locais indicavam um clima muito diferente do clima dos dias de hoje. Por exemplo, fósseis de plantas tropicais encontravam-se na ilha de Spitsbergen no Ártico (Argumento Paleontológico). Descobriu também, rochas com a mesma idade e do mesmo tipo, que então teriam se formado ao mesmo tempo num momento em que os continentes tinham estado juntos (Argumento Geológico). Todas essas evidências deram suporte à teoria de Alfred Wegener da deriva continental. 
Em 1915, a primeira edição de A Origem dos Continentes e Oceanos foi publicada, na qual Wegener explicava a sua teoria. Foi sucedida por outras edições em 1920, 1922 e 1929. Wegener afirmava que há cerca de 300 milhões de anos os continentes formavam uma única massa, Pangeia (do grego "toda a Terra"). A Pangeia fragmentou-se e os seus fragmentos andaram "à deriva" desde então. Wegener não foi o primeiro a sugerir que os continentes estiveram ligados em outros tempos, mas foi o primeiro a formular uma ideia de uma separação continental.
Parte das pessoas que souberam da teoria apoiaram Wegener, e parte não. Para grande parte dos pesquisadores da época, a Teoria da Deriva Continental era tema de piadas. Mas, Wegener declarou que não se importava: "Poucas pessoas podem ter acreditado, e muitas não. Mas, essas pessoas não se importam. O que importa é que o mundo já se juntou, e daqui a milhões de anos se juntará novamente, formando outra Pangeia." Wegener baseava a sua teoria em evidências circunstanciais e não foi capaz de apresentar um mecanismo para a deriva dos continentes, o que resultou numa hipótese pouco apoiada até aos anos 50 do século XX. 
Dentre os principais argumentos contrários à teoria de Wegener, deve-se citar a descoberta de fósseis de Glossopteris, na Sibéria, contrariando Wegener, que relacionava estes fósseis apenas com o Hemisfério Sul, a falta da descrição do mecanismo causador de desagregação da Pangeia e a falta de estudos comparativos tanto ao nível litológico e orogénico. Na geofísica, a teoria da isostasia apenas justificava os movimentos verticais, não sendo a explicação para os movimentos horizontais suportada por dados convincentes e na geodésica o ritmo de separação entre a Europa e a Groenlândia, apresentavam erros de cálculo, sendo alvo de sérias críticas às técnicas geodésicas. Graças a estas críticas, a comunidade científica do início do séc. XX não estava receptiva à transformação da visão permanentista para mobilista.

## Morte
Sua última expedição à Groenlândia ocorreu em 1930. Nela, ao regressar de uma expedição de salvamento que levou alimentos a um grupo dos seus colegas acampados num local remoto, morreu de hipotermia em novembro, alguns dias após completar 50 anos de idade.
| “ | A ciência é um processo social. Decorre numa escala temporal mais longa do que a vida humana. Caso eu morra, alguém ocupará o meu lugar. Se tu morreres, alguém ocupará o teu. O que realmente é importante é que alguém faça o trabalho. | ” |

## Legado
Wegener demonstrou que o clima e os tipos de rocha coincidiam mesmo separados pelos oceanos. Após encontrar vestígios de fetos arbóreos tropicais na ilha, verificou que os continentes se tinham deslocado. Mas ele não sabia por que razão os continentes se moviam e, a princípio, os geólogos, especialmente os norte-americanos, desprezaram as suas ideias. Eles só se convenceram quando se descobriu que rochas magnéticas de idades diferentes apontavam para direções diferentes e não apenas para o polo norte magnético. A melhor explicação para essas variações era o movimento dos continentes.

## Publicações selecionadas
- Wegener, Alfred (1911). Thermodynamik der Atmosphäre [Termodinâmica da atmosfera] (em alemão). Leipzig: Verlag Von Johann Ambrosius Barth
- Wegener, Alfred (1912). «Die Herausbildung der Grossformen der Erdrinde (Kontinente und Ozeane), auf geophysikalischer Grundlage». Petermanns Geographische Mitteilungen (em alemão). 63: 185–195, 253–256, 305–309
- Wegener, Alfred (1912). «Die Entstehung der Kontinente». Geologische Rundschau (em alemão). 3 (4): 276–292. Bibcode:1912GeoRu...3..276W. doi:10.1007/BF02202896
- Wegener, Alfred (1922). Die Entstehung der Kontinente und Ozeane [A origem dos continentes e oceanos] (em alemão). [S.l.: s.n.] ISBN 3-443-01056-3. LCCN unk83068007
- Wegener, Alfred (1929). Die Entstehung der Kontinente und Ozeane [A origem dos continentes e oceanos] (em alemão) 4 ed. Braunschweig: Friedrich Vieweg & Sohn Akt. Ges. ISBN 3-443-01056-3
  - Edição em inglês: Wegener, Alfred (1966). The Origin of Continents and Oceans (em inglês). New York: Dover. ISBN 0-486-61708-4. Traduzido da 4.ª edição revisada em alemão por John Biram.; Edição britânica: Methuen, London (1968).
- Köppen, W. & Wegener, A. (1924): Die Klimate der geologischen Vorzeit, Borntraeger Science Publishers. (em alemão) Edição em inglês: The Climates of the Geological Past 2015.
- Wegener, Elsie; Loewe, Fritz, eds. (1939). Greenland Journey, The Story of Wegener’s German Expedition to Greenland in 1930-31 as told by Members of the Expedition and the Leader’s Diary (em inglês). London: Blackie & Son Ltd. Traduzido da 7ª edição alemã por Winifred M. Deans.